# 加藤章 (東温市長)
加藤 章（かとう あきら、1948年〈昭和23年〉10月9日 - ）は、日本の政治家。愛媛県東温市長（2期）。

## 来歴
愛媛県温泉郡北吉井村（現東温市）樋口出身。1967年（昭和42年）3月、愛媛県立松山東高等学校卒業。1972年（昭和47年）3月、神戸大学農学部卒業。1973年（昭和48年）4月、重信町役場に入庁。
2004年（平成16年）9月21日、重信町と川内町が合併して東温市が発足。東温市役所で保健福祉部長、総務部長などを歴任した。
2009年（平成21年）4月から2013年（平成25年）3月まで東温市副市長を務めた。2014年（平成26年）4月から2016年（平成28年）3月まで愛媛県生涯学習センター副所長を務めた。
2016年（平成28年）10月23日に行われた東温市長選挙に出馬。現職の高須賀功と元市議の佐伯正夫を破り初当選した。11月7日、市長就任。選挙の結果は以下のとおり。
※当日有権者数：28,065人 最終投票率：65.26%（前回比：+1.11pts）
| 候補者名 | 年齢 | 所属党派 | 新旧別 | 得票数  | 得票率 | 推薦・支持 |
| -------- | ---- | -------- | ------ | ------- | ------ | ---------- |
| 加藤章   | 68   | 無所属   | 新     | 7,326票 | 40.53% |            |
| 高須賀功 | 74   | 無所属   | 現     | 6,833票 | 37.81% |            |
| 佐伯正夫 | 73   | 無所属   | 新     | 3,914票 | 21.66% |            |

任期満了に伴う2020年（令和2年）の市長選挙では無投票再選された。 
2024年（令和6年）10月27日に行われた東温市長選挙では元兵庫県議の小西彦治を破り3選を果たした。選挙の結果は以下のとおり。
※当日有権者数：人 最終投票率：%（前回比：pts）
| 候補者名 | 年齢 | 所属党派 | 新旧別 | 得票数   | 得票率 | 推薦・支持 |
| -------- | ---- | -------- | ------ | -------- | ------ | ---------- |
| 加藤章   | 72   | 無所属   | 現     | 13,869票 | 85.23% |            |
| 小西彦治 | 52   | 無所属   | 新     | 2,403票  | 14.78% |            |